# Pavlo Rozenberg
Pavlo Rozenberg (Vinnycja, 22 luglio 1983) è un tuffatore e allenatore di tuffi tedesco con cittadinanza ucraina.

## Biografia
È figlio di Boris Rozenberg, ex tuffatore ed allenatori di tuffi della nazionale tedesca, e di Nelja Fedortschuk. È cresciuto a Vinnycja in Ucraina, all'epoca parte dell'Unione Sovietica. 
Ai campionati europei di tuffi di Torino 2009 ha ottenuto la medaglia di bronzo nel trampolino 1 metro, concludendo la gara alle spalle dell'ucraino Illja Kvaša e dell'italiano Cristopher Sacchin.
Ai campionati mondiali di nuoto di Melbourne 2011 ha vinto la medaglia di bronzo nel concorso dei tuffi dal trampolino 1 metro. Ha rappresentato la Germania ai Giochi olimpici di Pechino 2008 gareggiando nei concorsi dei tuffi dal trampolino 3 metri sincro ed individuali.
Dopo il ritiro dall'attività agonistica è divenuto allenatore di tuffi. Ha allenato la Svizzera.

## Palmarès
- Mondiali

Shanghai 2011: bronzo nel trampolino 1 m
- Campionati europei di tuffi

Torino 2009: bronzo nel trampolino 1 m